# Nikolaus Moser (Maler)
Nikolaus Moser (* 1956 in Spittal an der Drau) ist ein österreichischer Maler. Er lebt und arbeitet in Wien.

## Werdegang
Nikolaus Moser studierte bei Carl Unger und Adolf Frohner an der Universität für Angewandte Kunst in Wien.
Ein Teil seiner Ölbilder entstehen auf einer Alm, wohin sich Moser jeden Sommer zurückzieht. Er mischt mitunter Erde, Steine oder Asche unter die aufgespachtelten Ölfarben und gibt den Arbeiten die Dimensionen von Reliefs.

## Ausstellungen

### Einzelausstellungen (Auswahl)
- 1995: Galerie Kunstforum, Klagenfurt
- 1995: Museum Folkwang, Essen
- 1998: Prinx, Künstlerhaus, Wien
- 1999: Museum Moderner Kunst, Passau
- 1999: Espace Ernst Hilger, Paris
- 2000: OMV-Kunstforum Chemie, Linz
- 2003: Kunsthalle Hosp, Tirol
- 2004: Palais Harrach/KHM, Wien
- 2006: „Bunte Farbwelten“, Hirtschwirtscheuer, Künzelsau
- 2013: Palais Zollamt, Linz
- 2019: Galerie Amart, Wien
- 2021: Verhältnisse der Farben, Galerie Amart, Wien

### Ausstellungsbeteiligungen (Auswahl)
- 1985: „Romulusexpress“, Künstlerhaus Klagenfurt, Klagenfurt
- 1985: Museum für Angewandte Kunst, Wien
- 1986: „Junge Szene Wien“, Secession, Wien
- 1989: „60 Tage österreichisches Museum des 21. Jahrhunderts“, Wien
- 1990: Anwärter auf den Faistauer-Preis, Künstlerhaus Salzburg
- 1992: „Surface Radicale“, Museum Moderner Kunst, Stiftung Ludwig, Wien
- 1992/1993: „Einzelbilder – Dialog mit Hamburg“, Kampnagelfabrik, Hamburg
- 1993: „Surface Radicale“, Museum Moderner Kunst, Stiftung Ludwig, Wien, Heiligenkreuzerhof, Wien
- 1993: „Konfrontationen“, Museum Moderner Kunst, Stiftung Ludwig, Wien
- 1996: „8 Künstler aus dem Siemens artLab“, Siemens Forum, Wien
- 1997: „Position der aktuellen österreichischen Kunst“, Museum Valencia
- 1997: 22. Internationale Biennale der Druckgraphik, Ljubljana
- 1997: „Servus – 5 Künstler aus Österreich“, Mannheimer Kunstverein Euro Art, Budapest
- 1998: „Schöpferische Dichte, Österreichische Kunst in der Sammlung Würth,“ Museum Würth, Künzelsau-Gaisbach
- 1998: 43e Salon de Montrouge, Museum Montrouge
- 1998: „Kunst und virtual reality, Bilder aus der Sammlung der Bank Austria,“ Palais Harrach, Wien
- 1998: „Des Eisbergs Spitze“, Museumsquartier, Wien
- 2000: „Kunstraum Mitteleuropa“, 1. Teil, Palais Harrach, Wien
- 2000: „Ordre du Jour – zur Tagesordnung“ – Espace Ernst Hilger, Paris
- 2001: „Central – Neue Kunst aus Mitteleuropa“, Museumsquartier, Wien
- 2001: „Linz Central – Neue Kunst aus Mitteleuropa“, Museum Morsbroich, Leverkusen, Deutschland
- 2002: „Central – Neue Kunst aus Mitteleuropa“, Stadthaus Ulm, Deutschland,
- 2002: „Central – Aus der Mitte“, Mannheimer Kunstverein, Deutschland